# Episodi di Giulia (seconda stagione)
La seconda stagione della serie televisiva Giulia è stata trasmessa in anteprima negli Stati Uniti d'America dalla NBC tra il 16 settembre 1969 e il 28 aprile 1970.
| nº | Titolo originale                | Titolo italiano | Prima TV USA      | Prima TV Italia |
| -- | ------------------------------- | --------------- | ----------------- | --------------- |
| 1  | A Tale of Two Sitters           |                 | 16 settembre 1969 |                 |
| 2  | The Wheel Deal                  |                 | 23 settembre 1969 |                 |
| 3  | The Undergraduate               |                 | 30 settembre 1969 |                 |
| 4  | Two's a Family, Three's a Crowd |                 | 14 ottobre 1969   |                 |
| 5  | Tank's for the Memory           |                 | 21 ottobre 1969   |                 |
| 6  | For Whom the Wedding Bell Tolls |                 | 28 ottobre 1969   |                 |
| 7  | You Can't Beat Drums            |                 | 4 novembre 1969   |                 |
| 8  | Tie Wolf                        |                 | 11 novembre 1969  |                 |
| 9  | Romeo and Julia                 |                 | 18 novembre 1969  |                 |
| 10 | The Grass Is Sometimes Greener  |                 | 25 novembre 1969  |                 |
| 11 | The Eve of Adam                 |                 | 2 dicembre 1969   |                 |
| 12 | So's Your Old Uncle             |                 | 9 dicembre 1969   |                 |
| 13 | Hilda's No Help                 |                 | 16 dicembre 1969  |                 |
| 14 | Temper Also Fugits              |                 | 30 dicembre 1969  |                 |
| 15 | The Prisoner of Brenda          |                 | 6 gennaio 1970    |                 |
| 16 | The Dates of Wrath              |                 | 13 gennaio 1970   |                 |
| 17 | The Jolly Green Midget          |                 | 20 gennaio 1970   |                 |
| 18 | Sioux Me, Don't Woo Me          |                 | 27 gennaio 1970   |                 |
| 19 | Charity Begins with Chegley     |                 | 3 febbraio 1970   |                 |
| 20 | Father of the Bribe             |                 | 10 febbraio 1970  |                 |
| 21 | Call Me by My Rightful Number   |                 | 17 febbraio 1970  |                 |
| 22 | Gone with the Whim              |                 | 24 febbraio 1970  |                 |
| 23 | Charlie's Chance                |                 | 3 marzo 1970      |                 |
| 24 | I'll Be Yours                   |                 | 10 marzo 1970     |                 |
| 25 | The Divine Devine               |                 | 17 marzo 1970     |                 |
| 26 | Sara's Second Part              |                 | 24 marzo 1970     |                 |
| 27 | Corey for President             |                 | 7 aprile 1970     |                 |
| 28 | The Switch Sitters              |                 | 14 aprile 1970    |                 |
| 29 | Absence Makes the Heart Glow    |                 | 21 aprile 1970    |                 |
| 30 | Bunny Hug                       |                 | 28 aprile 1970    |                 |